# Direcția de Investigare a Infracțiunilor de Criminalitate Organizată și Terorism
Die Direcția de Investigare a Infracțiunilor de Criminalitate Organizată și Terorism (abgekürzt DIICOT, zu deutsch etwa „Ermittlungsabteilung für organisiertes Verbrechen und Terrorismus“) ist eine rumänische Sonderstaatsanwaltschaft, die seit ihrer Gründung 2004 mit der Untersuchung und Verfolgung von Straftaten im Zusammenhang mit organisierter Kriminalität und Terrorismus in In- und Ausland beauftragt ist.
Die DIICOT wird von einem Oberstaatsanwalt und einem Stellvertreter geleitet, die vom Justizministerium ernannt und vom rumänischen Präsidenten ins Amt eingeführt werden. Der Bereich ist dem Generalstaatsanwalt der Staatsanwaltschaft beim Obersten Kassations- und Justizgericht unterstellt.
In Hinblick auf die polizeiliche und justizielle Zusammenarbeit in Strafsachen in einem Raum der Freiheit, der Sicherheit und des Rechts und den Beitritt Rumäniens zur Europäischen Union arbeitet sie mit der Nationalen Antikorruptionsbehörde (DNA) zusammen.
Seit 2019 leitet Oana Pâțu kommissarisch die Dienststelle, nachdem ihre Vorgängerin Giorgiana Hosu zurückgetreten war. Das journalistische Netzwerk Organized Crime and Corruption Reporting Project (OCCRP) berichtet online über Aktivitäten der DIICOT, darunter auch Verfahren gegen Angehörige der DIICOT-Leitung selbst.
Seit April 2023 leitet die Staatsanwältin Alina Albu diese Ermittlungsbehörde, wobei 2024 17.803 Personen untersucht und 15.191 Fälle aufgeklärt wurden.